# Prêmio Carl Friedrich Gauss

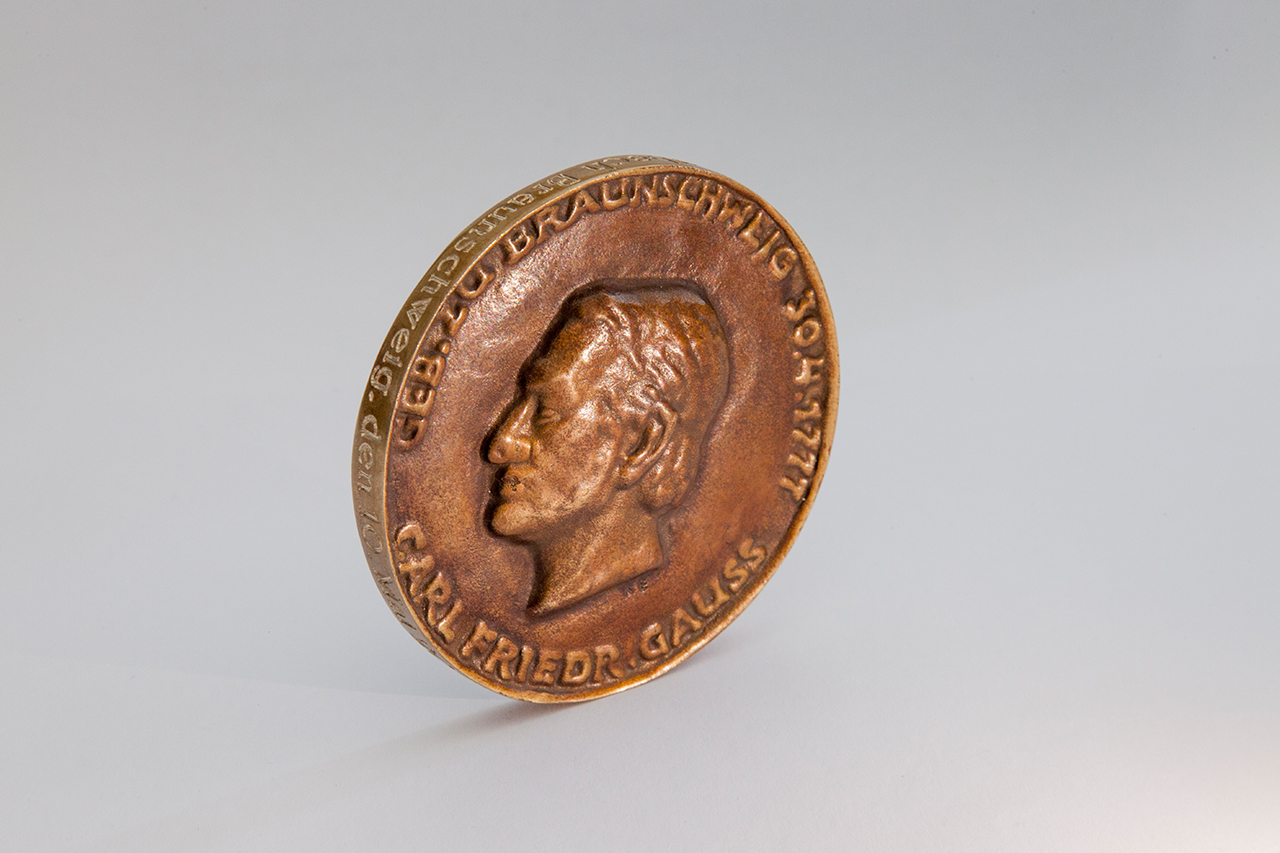
Prêmio Carl Friedrich Gauss

O Prêmio Carl Friedrich Gauss de Aplicações Matemáticas é um prêmio de matemática, concedido em conjunto pela União Internacional de Matemática e pela Associação dos Matemáticos da Alemanha para "notáveis contribuições matemáticas que têm encontrado aplicações importantes fora da matemática". O prêmio recebe o seu nome do matemático alemão Carl Friedrich Gauss. Com sua estréia em 2006, é concedido a cada quatro anos, no Congresso Internacional de Matemáticos.
O anúncio oficial do prêmio ocorreu em 30 de Abril de 2002, no aniversário de 225 anos do nascimento de Gauss. O prêmio foi desenvolvido especificamente para dar reconhecimento para os matemáticos, enquanto que os matemáticos têm um impacto sobre o mundo fora do seu campo, os estudos muitas vezes não são reconhecidos.

## Laureados
- 2006: Kiyoshi Itō
- 2010: Yves Meyer[1]
- 2014: Stanley Osher
- 2018: David Donoho[2]